# Грим Даун
Грим Даун (в превод: Мрачна зора, на английски Grim Dawn) е ролева игра, разработена от фирмата „Крейт Ентертеймънт“.

## Сюжет
Действието протича в разрушения от войни свят Карн, където някога велика империя е паднала, а човечеството е на ръба на изчезване. Светът е станал място на постоянни стълкновения между две чуждоземни сили – Ефирните и Хтонците. Ефирните се стремят да използват телата на хората като ресурс, а Хтонците са решени да убият всеки човек, преди да бъде обсебен от съществата от Ефира.
Хората са се свързали със същества от други светове. След като научили много неща от шепотите, хората се опитали да отворят портал, за да допуснат едно от създанията. Естествено, заради страха им от непознатото, те скроили план за пленяването на създанието. В хода на опитите хората научили, че съществата са направени от ефир (вид на духовна енергия) и могат да се сливат с човешкия ум, като го обладават и контролират, ако успеят да потиснат волята му. Изследователите открили, че веднъж обладан, човек запазва подобрените си умения дори и след прогонването на ефирното същество. Но, както обикновено се случва с такива неща, проучването излиза извън контрол. Хората допуснали още ефирни, които се освободили и започнали да отварят други портали към света си, за да позволят на все повече и повече от събратята си да преминат.
Пришълците донесли със себе си ефирни обелиски. Това са твари, образувани от земята и плътта на същества, имали лошия късмет да бъдат погълнати. Обелискът е гигантски кристал, наситен с ефирна енергия. Целта му е да преобразува части от света, за да станат годни за живот на ефирните същества.
И докато ефирните искат да използват човешките тела като ресурс, хтонците се стремят да унищожат цялото човечество, преди това да се случи. Войната не просто е унищожила човешката цивилизация, но и изкривява тъканта на действителността, пораждайки нови ужаси. Изкривяването е резултат от ефирната енергия, която прониква в измерението на хората. В техния си свят, ефирните могат да контролират ефирната енергия, но в този на хората, тя се разпространява като огън и се храни от материалността. Подобно на радиационното облъчване, ефирната енергия е изключително опасна, а дългото излагане дори и на малки дози може да доведе до значително видоизменение.
Играта започва в затвора Кръстопътя на дявола. Оцелели хора са намерили убежище зад стените му, а железните решетки ги защитават от ефирните. Заобикалящите ги стръмни скали превръщат затвора в добре защитено място, което повлиява на избора на бежанците от близкото село Брущен. Кръстопътят на дявола е град със запомнящи се персонажи, в който често ще се връщате.

## Игрален процес
Както и в други екшън-ролеви игри, центърът на вниманието в Грим Даун са динамичните битки и събирането на плячка – доспехи, оръжия, отвари и пари.

## Разширения

### Горнило (Crucible)
Платено сваляемо съдържание, пуснато на 3 август 2016 година. Добавя арена, в която играчите водят битка срещу 150 вълни от чудовища и в замяна получават ковчежета с плячка.

### Пепелта на Малмут (Ashes of Malmouth)
Платено разширение, обявено да излезе през октомври 2017 година. Добавя два нови класа, нови умения, съзвездия, области и система за илюзии, позволяваща промяна на облика на предметите.